# Transportes Rodoviários de Évora
Os Transportes Rodoviários de Évora, normalmente designados por Trevo, é o serviço de transporte público rodoviário da cidade de Évora, servindo quer a população da mesma quer permitindo a ligação entre a cidade de Évora e as suas zonas limítrofes.

## História

Logótipo original da Trevo

A 1 de julho de 2010 arrancaram as operações da Trevo, a qual veio substituir o Sistema Integrado de Transportes e Estacionamento de Évora, representando um investimento na ordem dos 3 milhões de euros. Numa fase inicial a empresa era constituída por 42 profissionais, operando 24 autocarros, distribuídos por 10 linhas. O nome da marca provem das iniciais da frase Transportes Rodoviários de Évora.
A Trevo funciona em regime de concessão, tendo sido inicialmente operada pelo Grupo Barraqueiro e atualmente pela E-Bus, S.A..

## Frota
|                                                                            |  |                                                                     |
| Antigo veículo 1058 da Trevo, estacionado no Terminal Rodoviário de Évora. |  | Veículo 1107 da Trevo, a operar a carreira AS, na Praça do Giraldo. |

No início da sua operação a Trevo operava 24 autocarros, distribuídos por 10 linhas.
A 1 de agosto de 2023, Évora tornou-se a primeira cidade portuguesa com uma rede de transportes públicos rodoviários totalmente elétrica com a entrada em circulação da nova frota da empresa, constituída por 23 viaturas, 14 das quais em formato mini. Esta nova frota representou um investimento na ordem dos 6 milhões de euros, 4 milhões de euros dos quais provenientes do Programa Operacional Sustentabilidade e Eficiência no Uso de Recursos (POSEUR). Ao abrigo deste investimento foram também instalados 13 pontos de carregamento elétrico e introduzido um novo sistema de bilhética inteiramente digital.

## Linhas
Em dados de 2024, a Trevo opera uma rede com 13 linhas:
- 21 Louredo ⇆ Luís de Camões ↺
- 22 Canaviais ⇆ Parque Industrial ↺
- 23 Frei Aleixo ⇆ Almeirim ↺
- 24 Canaviais ⇆ Parque Industrial (via centro histórico) ↺
- 25 Canaviais ⇆ Luís de Camões ↺
- 26 Canaviais ⇆ Parque Aeronáutico ↺
- 31 25 de Abril ⇆ Malagueira ↺
- 32 25 de Abril ⇆ Malagueira ↺
- 33 Sra. Saúde ⇆ Fontanas ↺
- 34 Cruz Picada ⇆ Sra. Saúde ↺
- 41 Gabriel Pereira ⇆ Casinha ↺
- AS Linha Azul - Zona Sul - Hospitais ↺
- AN Linha Azul - Zona Norte - Porta Nova ↺

## Tarifário
A Trevo conta com vários títulos de transporte que podem ser adquiridos quer a bordo dos autocarros quer pré-comprados nos agentes próprios.
Bilhetes adquiridos a bordo:
- Bilhete Viagens Urbanas - 1,50€
- Bilhete Diário Linha Azul - 1,15€

Bilhetes pré-comprados:
- Pré-comprado - 10 viagens - 5,85€ (são permitidos carregamentos com conjuntos de 10 viagens até ao limite de 90 viagens)

Passes mensais:
- Passe Mensal Trevo - 9,45€
- Passe Mensal Azul - 8,91€
- Passe Mensal Trevo-Azul - 11,38€

Passes mensais CME:
- Passes Sociais Idosos - 10,50€
- Passes Sociais - 10,50€
- Passes Jovem 2 - 10,50€
- Passes Jovem 3 - 15,75€

Passes mensais gratuitos:
- Passe sub18+TP
- Passe sub23+TP

### Pagamento Contacless
No início de 2023, foi implementada a funcionalidade de pagamento contacless na rede de transportes públicos de Évora, através de uma parceria entre a Mastercard, a Trevo, a Viva Wallet e a Ubirider. Esta solução de pagamento passa pela compra de bilhetes e cartões de viagem e também pela renovação de passes mensais através da aplicação Pick, disponível para Android, IOS e HarmonyOS.

## Atendimento ao Cliente
A Trevo conta com um gabinete de apoio ao cliente no Transporte Rodoviário de Évora para esclarecimento de dúvidas, requisição de passes e entrega de perdidos e achados, assim como contactos por email e telefone. Existe também uma rede de agentes que permitem a compra de títulos de transporte em conjuntos de 10 viagens.